# Асоціація європейських клубів
Асоціація європейських клубів (ECA) — єдиний незалежний орган, що безпосередньо представляє інтереси футбольних клубів на європейському рівні. ЕСА існує для захисту і просування інтересів європейського клубного футболу. Її метою є створення нової, демократичнішої моделі управління, яка по-справжньому відображає провідну роль клубів у футболі.